# Типа ничего не может
«Типа ничего не может» (англ. «Like Bad at Things») — четвёртый эпизод седьмого сезона американского драматического телесериала «Родина», и 76-й во всём сериале. Премьера состоялась на канале Showtime 4 марта 2018 года.

## Сюжет
Президент Кин (Элизабет Марвел) приходит к Уэллингтону (Лайнус Роуч), чтобы обсудить авиаудар, и она приходит в ярость, когда Уэллингтон признаёт, что он приказал нанести удар от лица Кин. Кэрри (Клэр Дэйнс) следит за всем этим происходящим с помощью камер наблюдения. Кэрри и Макс (Мори Стерлинг) также изучают движение Симон Мартин в день смерти Макклендона. Получив доступ к её журналам E-ZPass, Макс узнаёт, что её маршрут привёл её к пяти отдельным пунктам выдачи наличных.
В разгар противостояния, Дж. Дж. Элкинс (Колтон Райан) бежит за своей собакой по лесу. Они натыкаются на патруль ФБР, который стреляет в собаку, когда она бежит к ним. Дж. Дж. поднимает винтовку и в него тоже стреляют. Когда патрульные пытаются помочь Дж. Дж., на них нападают из засады Бо Элкинс (Дэвид Мальдонадо) и несколько его друзей. Они забирают Дж. Дж., а также берут заложника: агента Гудмана. Двум парамедикам разрешено пройти в комплекс, чтобы извлечь тяжело раненого Дж. Дж. Один из них тайно устанавливает прослушивающее устройство, позволяя ФБР подслушивать разговоры внутри. В больницу входит мужчина (Коста Ронин) и надевает на себя больничный халат, выдавая себя за врача. Он пробирается в комнату, где лечат Дж. Дж., делает несколько фотографий за занавесом и уходит незамеченным.
Кэрри, не желая иметь дело с побочными эффектами Сероквеля, покупает лекарство на чёрном рынке у Джоша (Алекс Хёрт) и просит Данте (Морган Спектор) помочь ей контролировать её уровень лекарств. Кэрри также предлагает Данте план, чтобы соединить отношения Уэллингтона и Симон Мартин, но она также предупреждает его, что это «совершенно незаконно». Данте соглашается сотрудничать с ней.
По телевидению выходит новость, что Дж. Дж. оставили истекать кровью и умирать в больнице. Показана фотография: одна из фотографий, сделанная злоумышленником в больнице, взятая в тот момент, когда врачей не было рядом. Агент Маслин (Мэтт Сервитто) видит это и заявляет, что это неправда, так как он только что поговорил с больницей и ему сообщили, что состояние Дж. Дж. было стабильным. Сол (Мэнди Патинкин) отчаянно звонит О'Кифу (Джейк Уэбер), призывая его передать правду семье Элкинсов, но О'Киф колеблется. Бо Элкинс видит репортаж по телевизору. Разгневавшись, он в ответ казнит агента Гудмана. Через подслушивающее устройство, Маслин слышит выстрел и приказывает немедленно атаковать комплекс. Начинается огромная перестрелка, и О'Киф прячется в подвале. После окончания битвы, О'Киф беспокойно проходит мимо тел своих павших союзников, и его берут под стражу ФБР.

## Производство
Режиссёром эпизода стал Алекс Грейвз, а сценарий написали исполнительные продюсеры Чип Йоханнссен и Патрик Харбинсон.

## Реакция

### Реакция критиков
Эпизод получил рейтинг 86% на сайте Rotten Tomatoes на основе семи отзывов.
Скотт фон Довяк из The A.V. Club дал эпизоду оценку «A-», назвав его «подлинным ногтегрызом», и добавив: «„Родина“ всё ещё может доставлять обостряющееся напряжение и страх, перерастающие в хаос, который изначально сделал её хитом». Ширли Ли из «Entertainment Weekly» оценила эпизод на «B+». Он считала, что он был «по большей части... сильнейшим эпизодом 7 сезона на данном этапе», но она также думала, что роль Кэрри всё ещё оставалась минимизированной.

### Рейтинги
Во время оригинального показа, эпизод посмотрели 930 000 зрителей.